# Rioz
Cet article possède un paronyme, voir Rio.
Pour l’article ayant un titre homophone, voir Rio.
Rioz [ʁjo]  est une commune française située dans le département de la Haute-Saône, la région culturelle et historique de Franche-Comté et la région administrative Bourgogne-Franche-Comté.
Il faut prononcer Rio et non Rioz car le « z » final est muet comme dans la plupart des noms et toponymes francs-comtois terminés par ez ou oz.

## Géographie

### Situation
La commune est située dans le sud de la Haute-Saône, en Franche-Comté, proche de la limite avec le département du Doubs, à 21 km au nord de Besançon et à 23 km au sud de Vesoul. 

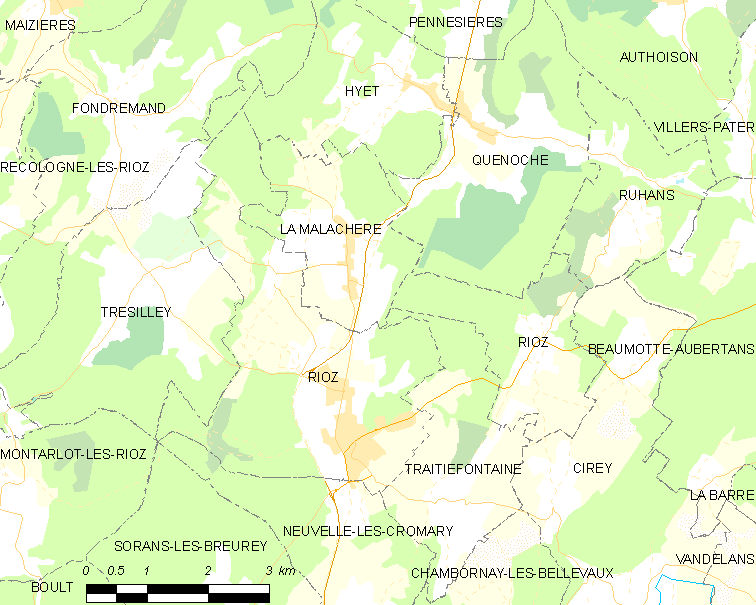
Situation de Rioz.

### Hydrographie
La rivière la Buthiers est le plus important des cours d'eau du pays riolais. Elle est confluente à l'Ognon au niveau de Buthiers (d'où son nom). Elle traverse les villages de Sorans-lès-Breurey, Breurey et Villers-le-Temple avant d'arriver à Buthiers. Elle se grossit d'une dizaine d'affluents.
Le ruisseau d'Anthon prenant sa source dans le bois d'Anthon traverse la commune avant de se jeter dans le ruisseau des Vieilles-Granges. La particularité de ce ruisseau vient du fait qu'il pénètre dans un gouffre au niveau d'Anthon et en ressort 2 km plus loin au niveau de Traitiéfontaine.
Le ruisseau de Dournon prenant sa source au lieu-dit « les Minettes » à Anthon avant de se jeter dans le Ruisseau d'Anthon à Dournon.

### Environnement
- Lacs, étangs, nombreux ruisseaux.
- Forêts de chênes, hêtres et sapins.

### Transports
- Rioz est traversé par la N 57E 23, la D 5 qui relie Champlitte à Moncey, la D 15 reliant l'Est à l'Ouest de la Haute-Saône, et la D 232 qui n'est autre que la rue principale du centre-ville (rue Charles-de-Gaulle).
- La gare de Besançon Franche-Comté TGV est située à 20 km.
- Rioz possédait une gare inaugurée en 1911, qui était une halte très importante de la ligne des Chemins de Fer Vicinaux de Haute-Saône entre Besançon et Vesoul. Une grue hydraulique de 6 tonnes était chargée de transposer les marchandises dans une halle de taille moyenne. La ligne fut fermée en 1938 et la gare fut détruite en 1974. Le tracé de la ligne est désormais emprunté par la rue du Tacot traversant l'ouest de Rioz du nord au sud.

Rioz est située sur la ligne de bus Mobigo Besançon ↔ Vesoul via Voray-sur-l'Ognon, Devecey et Hyet.
Arrêts desservis à Rioz :
- Rioz-Collège ;
- Rioz-Perception ;
- Rioz-Z.A de La Charrière.

### Climat
Pour des articles plus généraux, voir Climat de la Bourgogne-Franche-Comté et Climat de la Haute-Saône.
En 2010, le climat de la commune est de type climat des marges montargnardes, selon une étude du Centre national de la recherche scientifique s'appuyant sur une série de données couvrant la période 1971-2000. En 2020, Météo-France publie une typologie des climats de la France métropolitaine dans laquelle la commune est exposée à un climat semi-continental et est dans la région climatique  Lorraine, plateau de Langres, Morvan, caractérisée par un hiver rude (1,5 °C), des vents modérés et des brouillards fréquents en automne et hiver. 
Pour la période 1971-2000, la température annuelle moyenne est de 10,3 °C, avec une amplitude thermique annuelle de 17,3 °C. Le cumul annuel moyen de précipitations est de 1 073 mm, avec 13,2 jours de précipitations en janvier et 9,8 jours en juillet. Pour la période 1991-2020, la température moyenne annuelle observée sur la station météorologique installée sur la commune est de 11,2 °C et le cumul annuel moyen de précipitations est de 1 084,6 mm. 
La température maximale relevée sur cette station est de 39,6 °C, atteinte le 25 juillet 2019 ; la température minimale est de −21,8 °C, atteinte le 20 décembre 2009,,. 
| Mois                                  | jan.           | fév.           | mars           | avril         | mai           | juin          | jui.          | août          | sep.         | oct.          | nov.           | déc.           | année      |
| ------------------------------------- | -------------- | -------------- | -------------- | ------------- | ------------- | ------------- | ------------- | ------------- | ------------ | ------------- | -------------- | -------------- | ---------- |
| Température minimale moyenne (°C)     | −0,5           | −0,3           | 1,8            | 4,8           | 8,4           | 12,4          | 13,8          | 13,6          | 10,3         | 7,2           | 3,3            | 0,3            | 6,3        |
| Température moyenne (°C)              | 2,6            | 3,6            | 6,9            | 10,8          | 14,2          | 18,5          | 20,1          | 19,7          | 15,9         | 11,9          | 6,9            | 3,3            | 11,2       |
| Température maximale moyenne (°C)     | 5,6            | 7,5            | 12,1           | 16,8          | 19,9          | 24,6          | 26,3          | 25,7          | 21,6         | 16,6          | 10,5           | 6,3            | 16,1       |
| Record de froid (°C) date du record   | −14,2 11.01.10 | −14,9 04.02.12 | −16,4 01.03.05 | −4,6 06.04.21 | −1,3 06.05.19 | 2,1 02.06.06  | 6,1 14.07.04  | 5,8 26.08.18  | 2,6 18.09.22 | −4,4 25.10.03 | −11,4 30.11.10 | −21,8 20.12.09 | −21,8 2009 |
| Record de chaleur (°C) date du record | 18,4 01.01.23  | 21,1 24.02.21  | 25,8 31.03.21  | 28,5 25.04.07 | 32 25.05.09   | 36,4 26.06.19 | 39,6 25.07.19 | 39,1 12.08.03 | 34 11.09.23  | 29,4 07.10.09 | 23,2 07.11.15  | 17,5 20.12.22  | 39,6 2019  |
| Précipitations (mm)                   | 85,8           | 79,4           | 83,1           | 75,9          | 101           | 85,1          | 84,4          | 86,3          | 90           | 102,5         | 106,1          | 105            | 1 084,6    |

| Diagramme climatique                                  |             |             |             |            |              |              |              |            |              |              |           |
| J                                                     | F           | M           | A           | M          | J            | J            | A            | S          | O            | N            | D         |
| 5,6−0,585,8                                           | 7,5−0,379,4 | 12,11,883,1 | 16,84,875,9 | 19,98,4101 | 24,612,485,1 | 26,313,884,4 | 25,713,686,3 | 21,610,390 | 16,67,2102,5 | 10,53,3106,1 | 6,30,3105 |
| Moyennes : • Temp. maxi et mini °C • Précipitation mm |             |             |             |            |              |              |              |            |              |              |           |

Les paramètres climatiques de la commune ont été estimés pour le milieu du siècle (2041-2070) selon différents scénarios d'émission de gaz à effet de serre à partir des nouvelles projections climatiques de référence DRIAS-2020. Ils sont consultables sur un site dédié publié par Météo-France en novembre 2022.

## Urbanisme

### Typologie
Au 1er janvier 2024, Rioz est catégorisée bourg rural, selon la nouvelle grille communale de densité à sept niveaux définie par l'Insee en 2022.
Elle appartient à l'unité urbaine de Rioz, une unité urbaine monocommunale constituant une ville isolée,. Par ailleurs la commune fait partie de l'aire d'attraction de Besançon, dont elle est une commune de la couronne,. Cette aire, qui regroupe 310 communes, est catégorisée dans les aires de 200 000 à moins de 700 000 habitants,.

### Occupation des sols
L'occupation des sols de la commune, telle qu'elle ressort de la base de données européenne d’occupation biophysique des sols Corine Land Cover (CLC), est marquée par l'importance des forêts et milieux semi-naturels (48 % en 2018), une proportion sensiblement équivalente à celle de 1990 (47,5 %). La répartition détaillée en 2018 est la suivante : 
forêts (47,4 %), terres arables (28,7 %), zones urbanisées (9 %), zones agricoles hétérogènes (8,9 %), prairies (3,7 %), zones industrielles ou commerciales et réseaux de communication (1,8 %), milieux à végétation arbustive et/ou herbacée (0,6 %). L'évolution de l’occupation des sols de la commune et de ses infrastructures peut être observée sur les différentes représentations cartographiques du territoire : la carte de Cassini (XVIIIe siècle), la carte d'état-major (1820-1866) et les cartes ou photos aériennes de l'IGN pour la période actuelle (1950 à aujourd'hui).

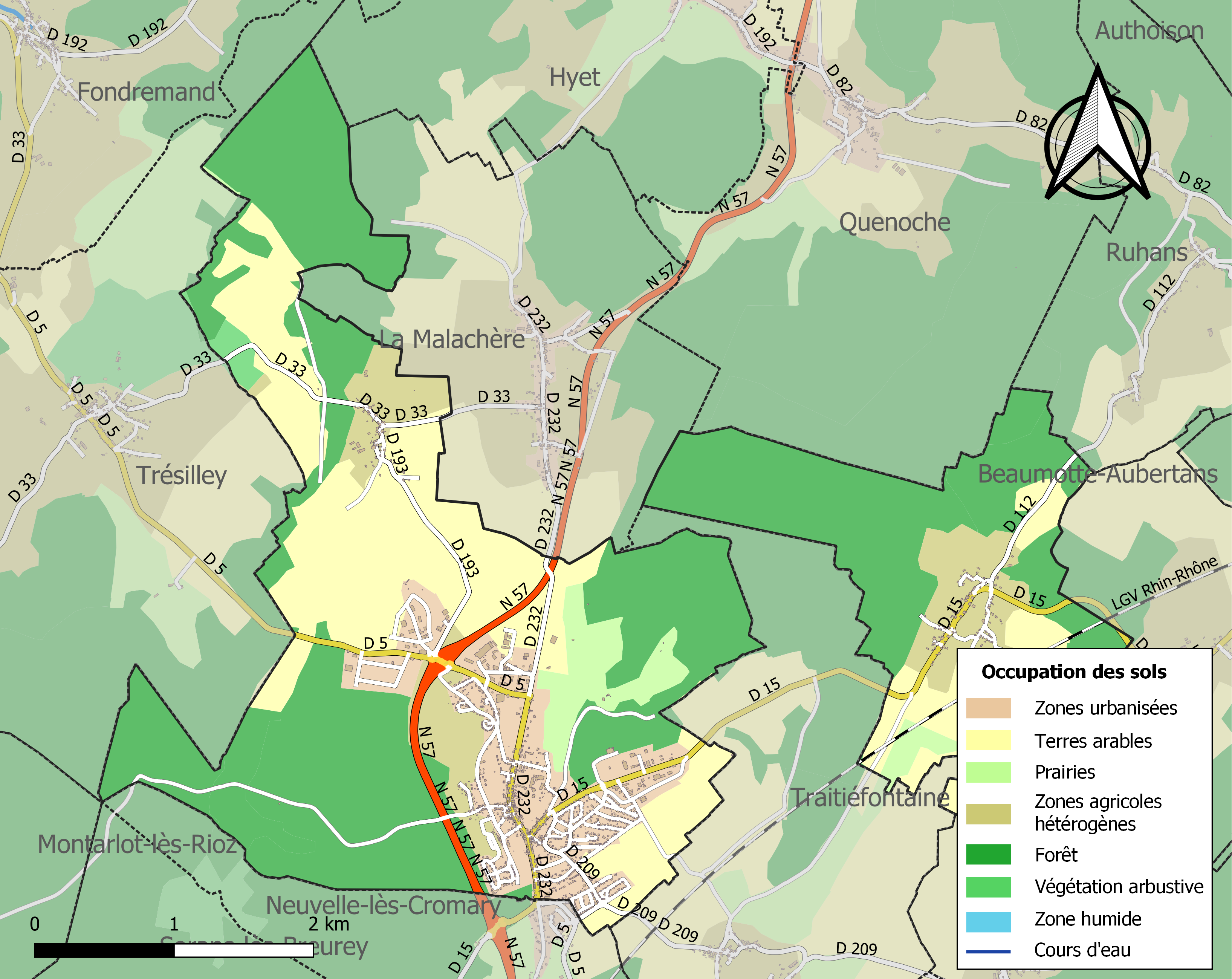
Carte des infrastructures et de l'occupation des sols de la commune en 2018 (CLC).

## Histoire

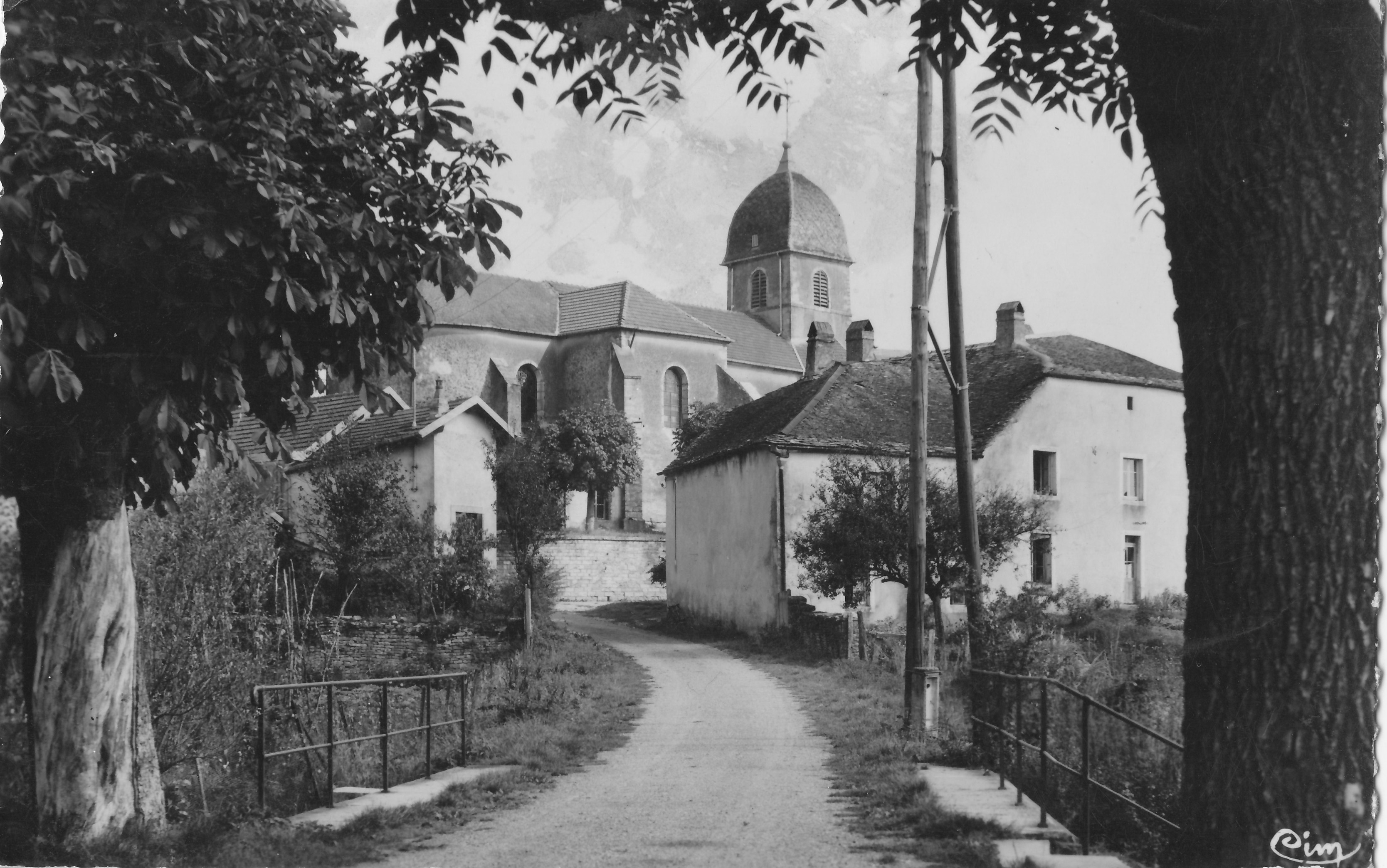
Rioz, le chemin du lavoir vers 1918.

- La voie romaine de Besançon à Plombières-les-Bains passait par Rioz.
- Le village subit de gros dégâts lors des guerres du XVIIe siècle sous Louis XIV.
- La faïencerie de Rioz[13],[14] était très réputée en Europe au XIXe siècle et créait plus de 50 emplois (fermée en 1912). elle est l'origine de la dénomination du Lac de la Faiencerie à Rioz[15].

En 1807, Rioz absorbe les communes d'Anthon et de Dournon et, en 1973, intègre Les Fontenis, qui devient une commune associée.

## Politique et administration

Carte départementale représentant en rouge la communauté de communes du Pays Riolais.

### Rattachements administratifs et électoraux
La commune fait partie de l'arrondissement de Vesoul du département de la Haute-Saône,  en région Bourgogne-Franche-Comté. Pour l'élection des députés, elle dépend de la première circonscription de la Haute-Saône.
Elle était depuis 1793 le chef-lieu du canton de Rioz. Dans le cadre du redécoupage cantonal de 2014 en France, ce canton, dont elle est désormais le bureau centralisateur, est agrandi et passe de 27 à 52 communes.

### Intercommunalité
La commune est le siège de la communauté de communes du Pays riolais, créée le 29 décembre 1999.

### Liste des maires
| Période                                  | Période                   | Identité              | Étiquette        | Qualité |
| ---------------------------------------- | ------------------------- | --------------------- | ---------------- | --- |
| Les données manquantes sont à compléter. |                           |                       |                  | |
| 1896                                     | 1957                      | Jules Jeanneney       | Radical          | Avocat Député de la Haute-Saône (1902 → 1909) Sénateur de la Haute-Saône (1909 → 1944) Président du Sénat (1932 → 1940) Président du Conseil général de Haute-Saône (1905-1925) Sous-secrétaire d'État à la Guerre (1917 → 1920) Ministre d'État (1944 → 1945)                                       |
| Les données manquantes sont à compléter. |                           |                       |                  | |
| mars 1967                                | 1989                      | Jean-Marcel Jeanneney | UDR              | Professeur de politique économique à l'Université de Paris Fils de Jules Jeanneney Ministre (1959 → 1962 et 1966 → 1969) Ambassadeur en Algérie (1962 → 1963) Conseiller général de Rioz (1964 → 1976) Président du Conseil général de Haute-Saône (1970 → 1971) Député de l'Isère (2e circ.) (1968) |
| mars 1989                                | 1995                      | Pierre Guillaume      | RPR              | |
| mars 1995                                | 2001                      | Yves Krattinger       | PS               | Enseignant Sénateur de Haute-Saône (2003 → 2014) Conseiller général puis départemental de Rioz (1988 → ) Président du Conseil général puis départemental de Haute-Saône (2001 → ) Président de la CC Pays riolais (1999 → 2014) Conseiller régional de Franche-Comté (1998 → 2001)                   |
| mars 2001                                | 2008                      | Roger Robinet         | PS               | |
| mars 2008                                | 2014,                     | Michel Walliang       | PS               | |
| mars 2014                                | En cours (au 8 mars 2021) | Nadine Wantz          | LR puis Horizons | Urbaniste, directrice de service Vice-présidente (2014 → 2020) puis présidente (2020 → ) de la CC Pays riolais Réélue pour le mandat 2020-2026 |

### Bâtiments communaux
- Maison familiale.
- Office de Tourisme.
- Piscine découverte.
- Bibliothèque.
- Camping.
- Salle des fêtes.
- Bureau de la communauté de communes.
- Centre culturel, social et des loisirs Roger- Robinet.
- Château d'eau.

## Population et société

### Démographie
L'évolution du nombre d'habitants est connue à travers les recensements de la population effectués dans la commune depuis 1793. Pour les communes de moins de 10 000 habitants, une enquête de recensement portant sur toute la population est réalisée tous les cinq ans, les populations de référence des années intermédiaires étant quant à elles estimées par interpolation ou extrapolation. Pour la commune, le premier recensement exhaustif entrant dans le cadre du nouveau dispositif a été réalisé en 2004.

En 2022, la commune comptait 2 432 habitants, en évolution de +8,77 % par rapport à 2016 (Haute-Saône : −1,4 %, France hors Mayotte : +2,11 %).
| 1793 | 1800 | 1806 | 1821 | 1831  | 1836 | 1841  | 1846  | 1851  |
| ---- | ---- | ---- | ---- | ----- | ---- | ----- | ----- | ----- |
| 598  | 578  | 700  | 953  | 1 060 | 814  | 1 027 | 1 080 | 1 114 |

| 1856  | 1861  | 1866  | 1872 | 1876 | 1881  | 1886  | 1891 | 1896 |
| ----- | ----- | ----- | ---- | ---- | ----- | ----- | ---- | ---- |
| 1 005 | 1 001 | 1 068 | 972  | 986  | 1 022 | 1 011 | 924  | 883  |

| 1901 | 1906 | 1911 | 1921 | 1926 | 1931 | 1936 | 1946 | 1954 |
| ---- | ---- | ---- | ---- | ---- | ---- | ---- | ---- | ---- |
| 840  | 789  | 757  | 645  | 703  | 707  | 680  | 693  | 657  |

| 1962 | 1968 | 1975 | 1982 | 1990 | 1999  | 2004  | 2006  | 2009  |
| ---- | ---- | ---- | ---- | ---- | ----- | ----- | ----- | ----- |
| 637  | 644  | 836  | 889  | 883  | 1 134 | 1 508 | 1 690 | 1 840 |

| 2014  | 2019  | 2022  | - | - | - | - | - | - |
| ----- | ----- | ----- | - | - | - | - | - | - |
| 2 174 | 2 297 | 2 432 | - | - | - | - | - | - |

En 1999, Rioz et les hameaux de la commune totalisaient 1 383 habitants. En 2010, ils sont près de 2 038 Riolais(es), une augmentation impressionnante due à la LGV et à la métropole toute proche de Besançon.

### Enseignement
- École maternelle ;
- École primaire ;
- Collège Jules-Jeanneney.

### Événements et activités culturelles

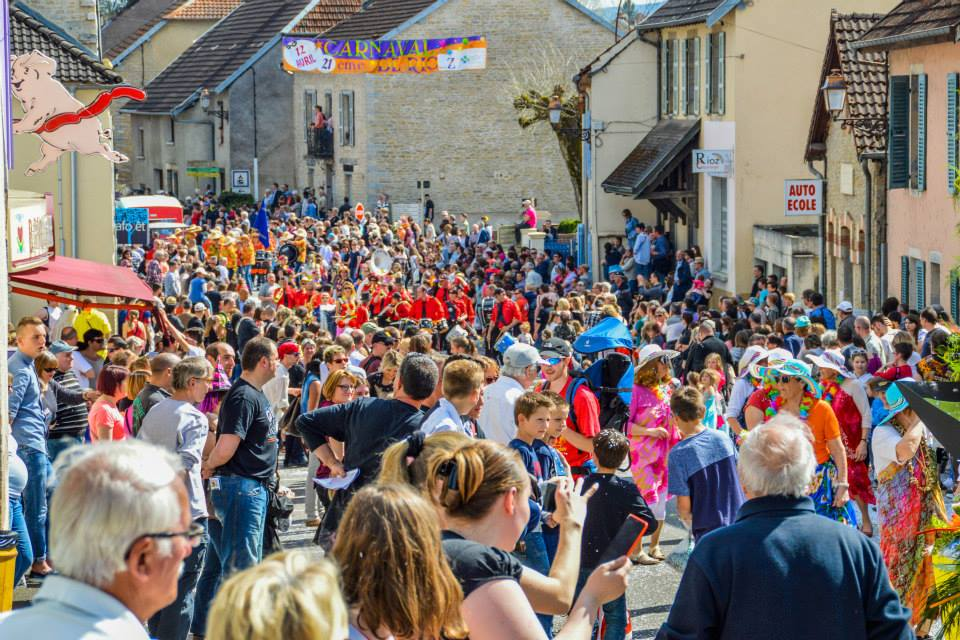
Le Carnaval de Rioz.

- Le « Carnaval de Rio…z[31] » : Rioz accueille l'un des plus grands carnavals de Franche-Comté avec un défilé d'environ 800 mètres dans les rues de la commune et plus de 10 000 visiteurs. Il a généralement lieu à la fin des vacances d'avril. Le premier carnaval aurait eu lieu en 1930 puis en 1950. De 1965 à 1978, le carnaval de Rioz était suivi d'un bal costumé organisé par le Foyer Rural. En 1995, dans le cadre de leur formation, cinq élèves de la Maison Familiale de Rioz ont relancé le Carnaval de Rioz.

|      | Thèmes                                         |
| 1995 | Les métiers                                    |
| 1996 | Les contes                                     |
| 1997 | Les pays du monde                              |
| 1998 | Les époques                                    |
| 1999 | Le cinéma                                      |
| 2000 | Les couleurs de A à Z                          |
| 2001 | Les jeux                                       |
| 2002 | La bonne bouffe                                |
| 2003 | Tout sur la musique                            |
| 2004 | Pochettes surprises                            |
| 2005 | Le Cirque                                      |
| 2006 | Le monde merveilleux du livre                  |
| 2007 | La France et ses traditions                    |
| 2008 | Les moyens de transports                       |
| 2009 | Rio...z en folies                              |
| 2010 | Les Amériques                                  |
| 2011 | Les services publics                           |
| 2012 | Les super-héros et héros de bandes dessinées   |
| 2013 | Les siècles et les époques (passés et à venir) |
| 2014 | Les pays européens                             |
| 2015 | Les vacances                                   |
| 2016 | Les lettres et les couleurs                    |
| 2017 | Le cinéma                                      |

- Le 13 juillet, avant la fête nationale, un feu d'artifice de plus de 30 minutes est organisé par les sapeurs-pompiers sur le site du lac de la faïencerie.
- Un concert a été organisé en 2008 par le LGV (chantier de la ligne TGV) avec la venue de Bernard Lavilliers.
- De nombreuses randonnées sont organisées chaque année, notamment la marche du muguet.
- Un petit marché de Noël est organisé à la salle des fêtes 15 jours avant la date sacrée.
- Le Marché du Terroir organisé un vendredi sur 2 est le marché local du Pays des 7 Rivières regroupant une dizaine d'exposant variés[32].

### Sports
- Cyclo cross de Rioz.
- Rioz a accueilli le village départ de la 18e édition de la Ronde Cycliste 2008 de la Haute-Saône.
- USREC (Union Sportive Rioz Étuz Cussey) qui compte 300 licenciés.
- Cercle d'Escrime Riolais - Compétitions Loisirs Entraînement - : club créé en 2009, qui comptait en 2011/2012 33 licenciés, il est, après l'USV Vesoul, le deuxième club pour ce qui est du nombre de licenciés dans la Haute-Saône.
- Équipements sportifs : stade avec deux terrains, dont un synthétique inauguré en 2012, gymnase, courts de tennis.

## Économie

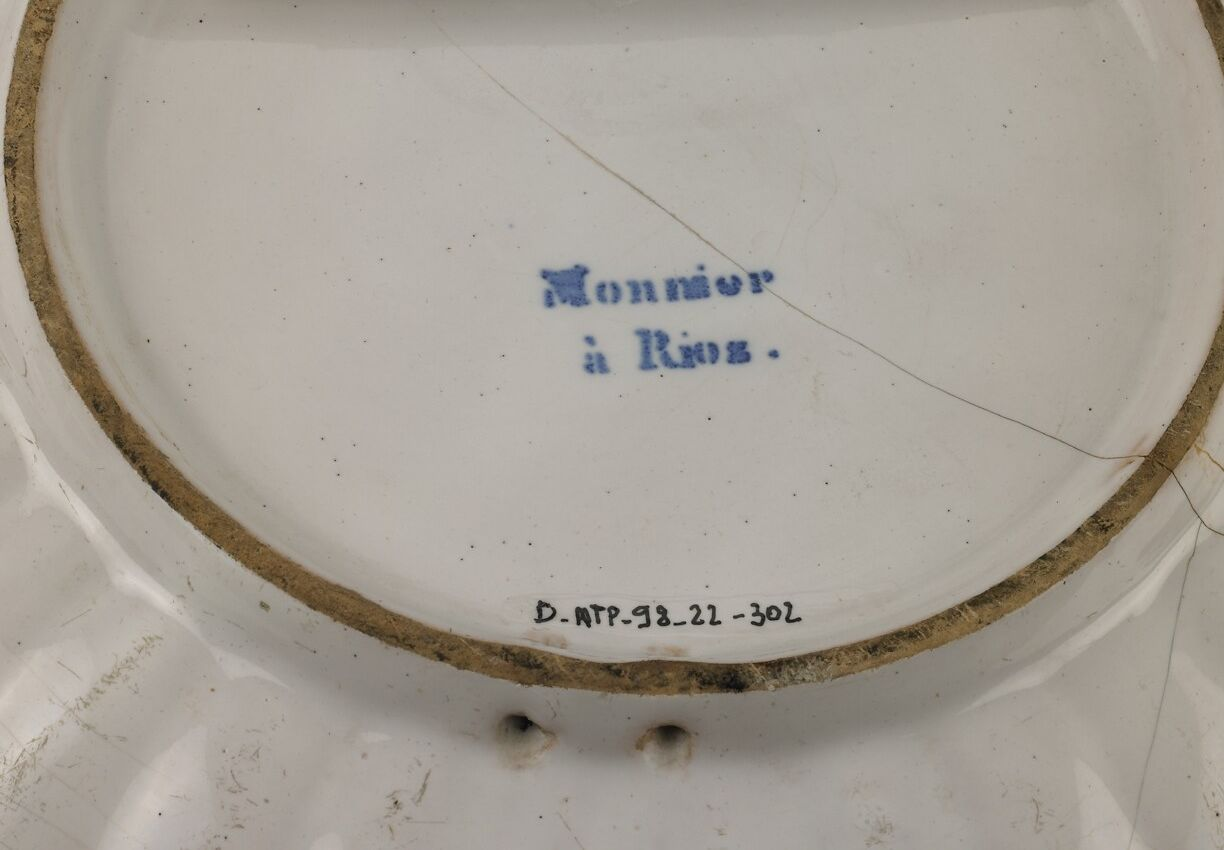
Marque de la Faïencerie Monnier à Rioz

- Groupe ABEO (vestiaires et équipements sportifs, 120 salariés sur 6 000 m2).
- Élevage.
- Artisanat.
- Silos céréaliers.
- Coopératives laitières.
- Centres commerciaux.
- Pièces de précisions.

## Culture locale et patrimoine

### Lieux et monuments

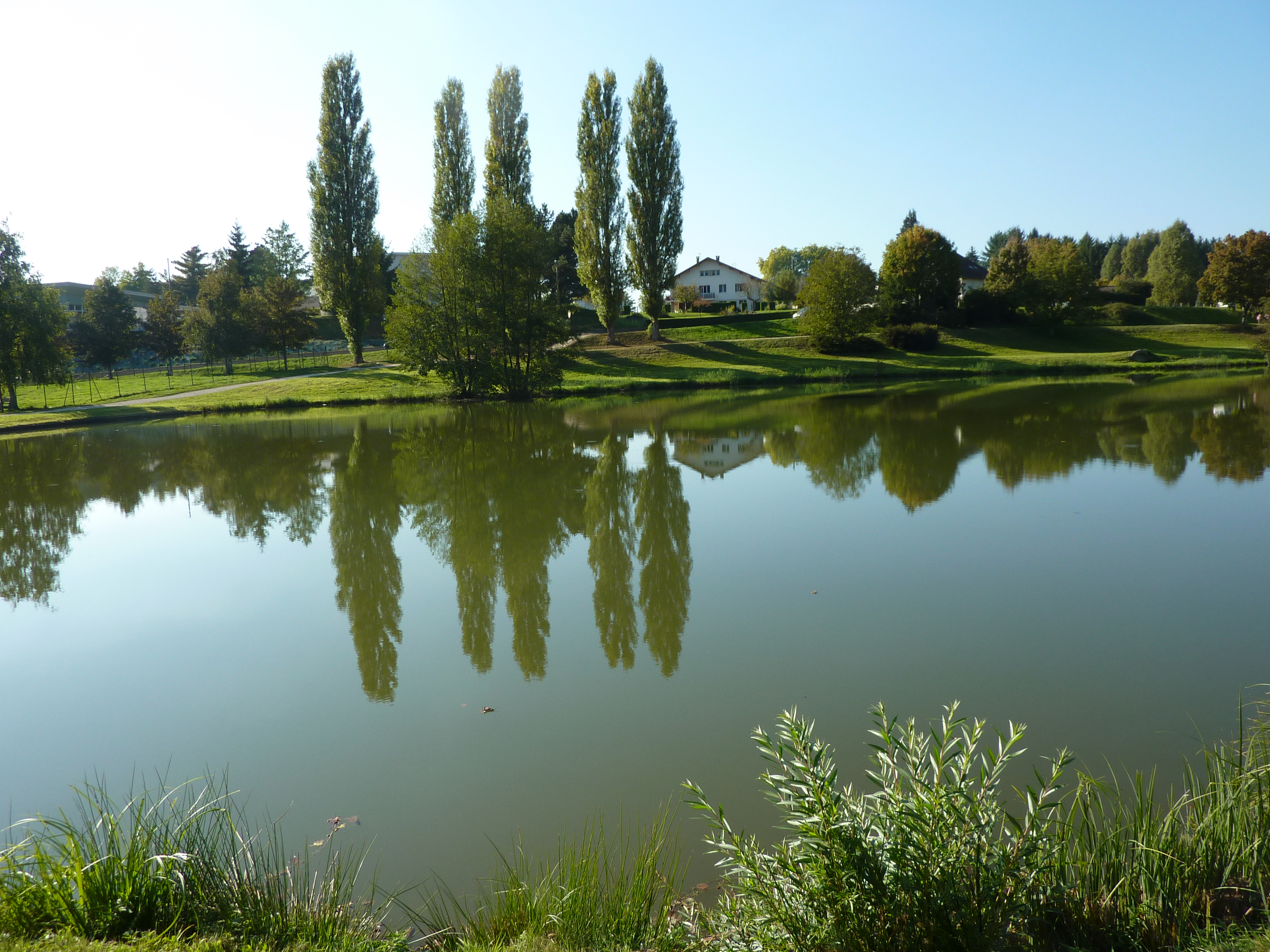
Le lac de Rioz.

- Sur le site du lac de la Faïencerie, pêcheurs et promeneurs se côtoient. À proximité du lac se trouvent un parcours santé et une piscine, ainsi qu'un camping, en hauteur.
- Rioz compte 2 fontaines circulaires (dont l'une possède un cadran solaire), 4 lavoirs (2 autres lavoirs sont également en friche au hameau de Anthon), 2 fontaines à colonnes ainsi qu'une église au cœur du village au clocher carré à l'impériale.
- La statue de Saint-Christophe du XVIIIe siècle.
- La chapelle Saint-Roch du XIXe siècle.
- Il y a une salle des fêtes de 400 places assises datant de 2008.
- Activités annexes : pêche, mini-golf, sentiers de randonnée, chasse, football, handball, tennis.

Quelques vues du lac de Rioz appelé aussi lac de la Faïencerie, lieu de promenade favori des riolais et vue du village.
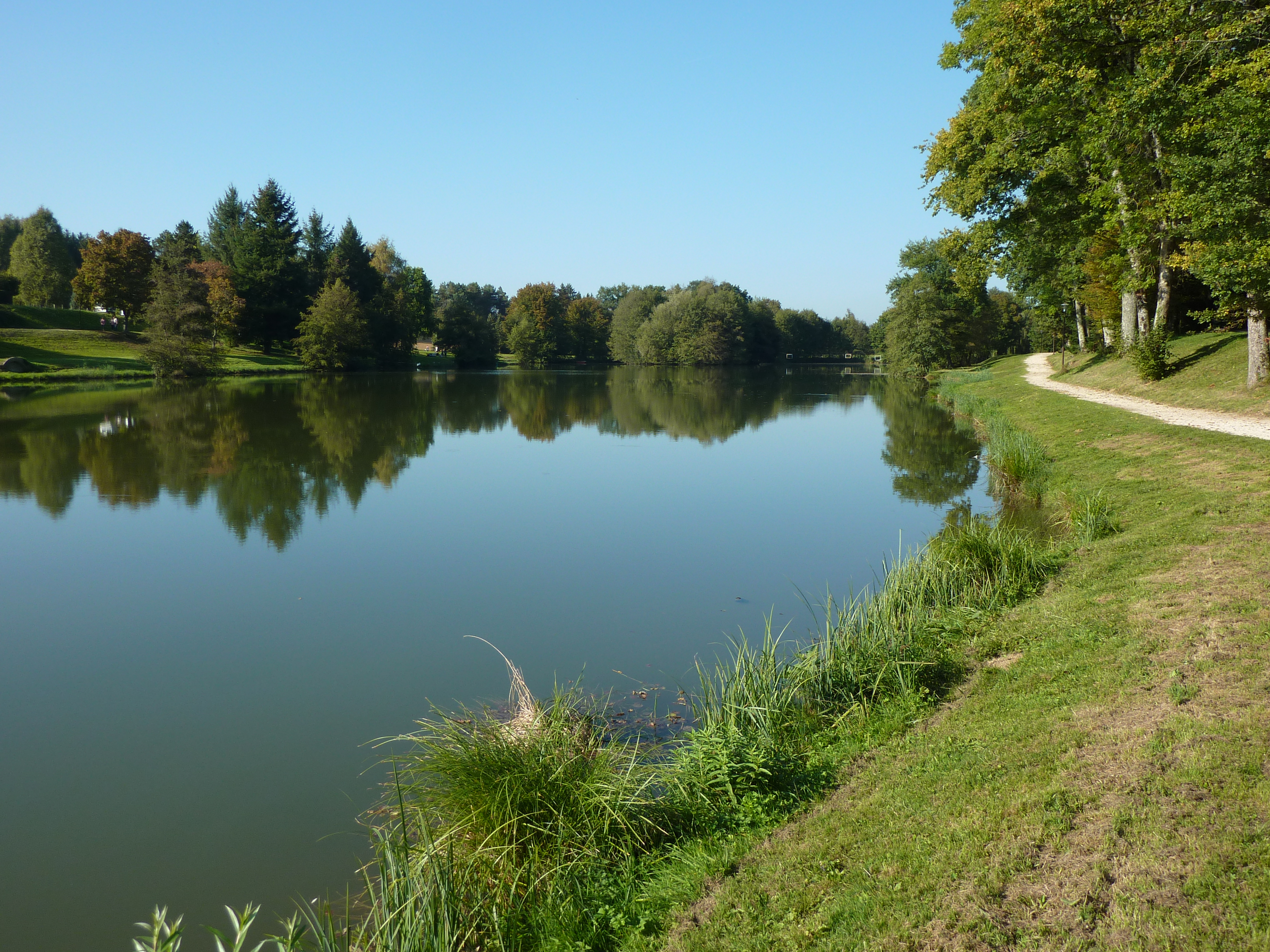
Lac de Rioz.
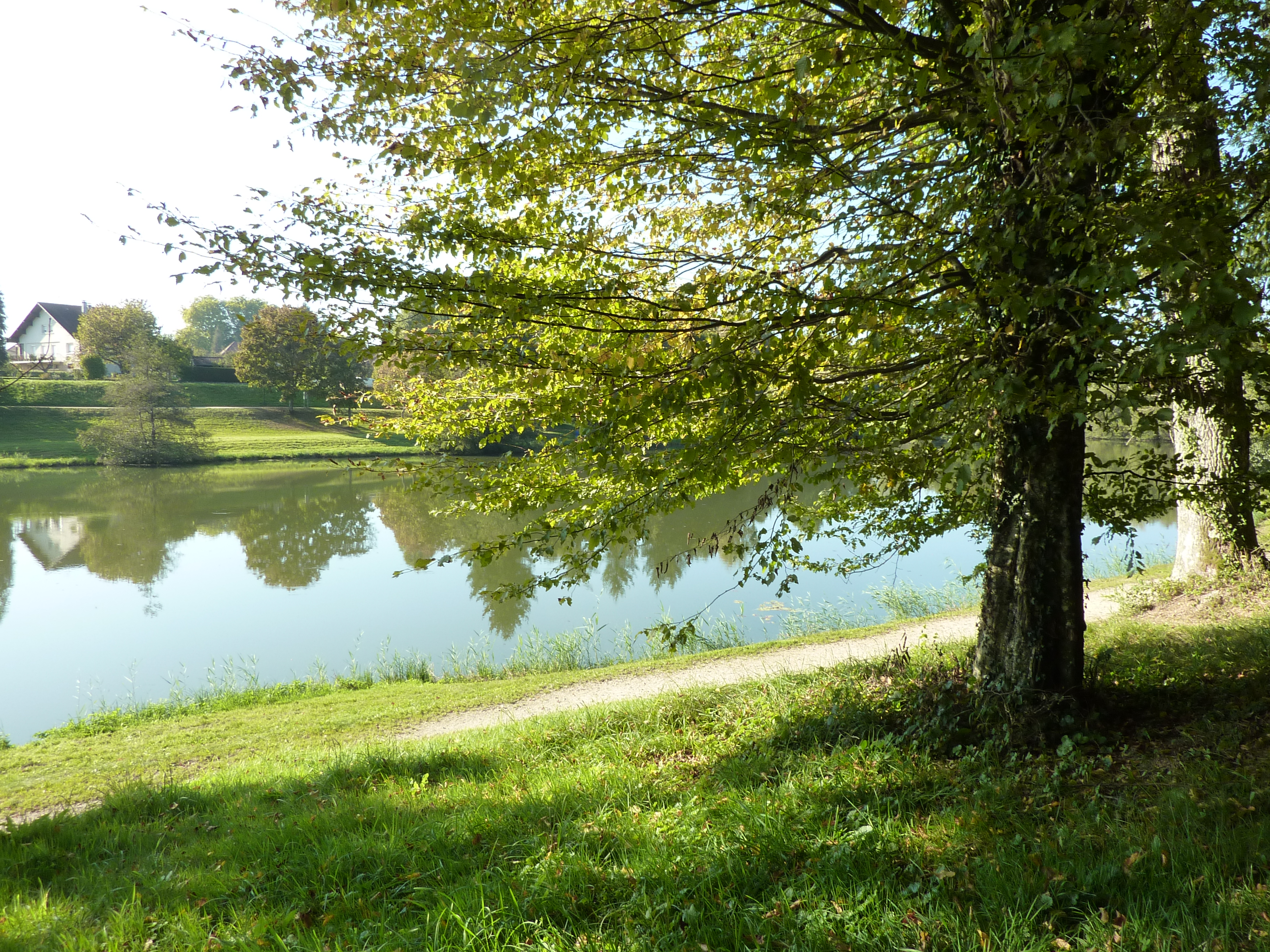
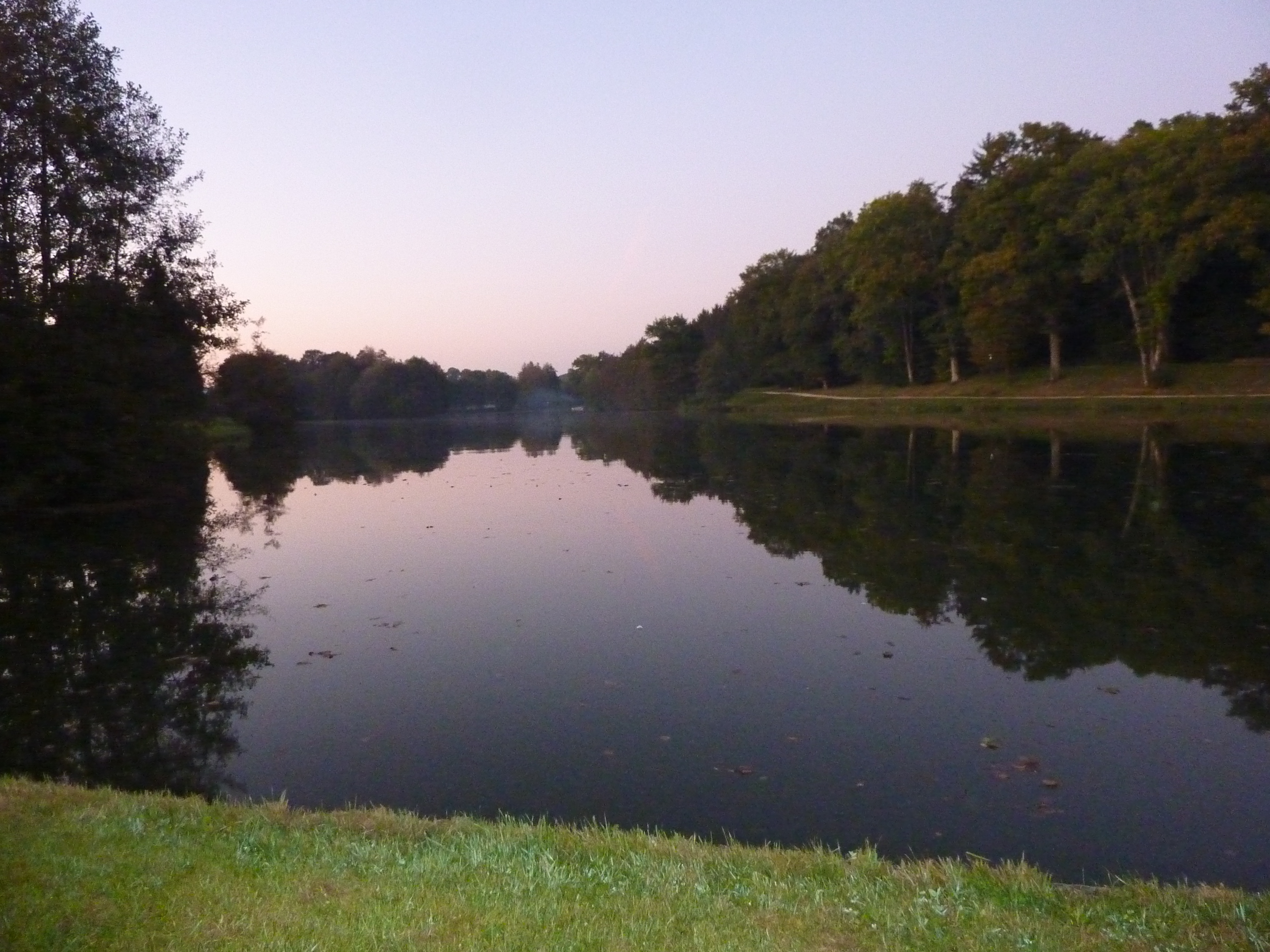
Lac de Rioz au crépuscule.
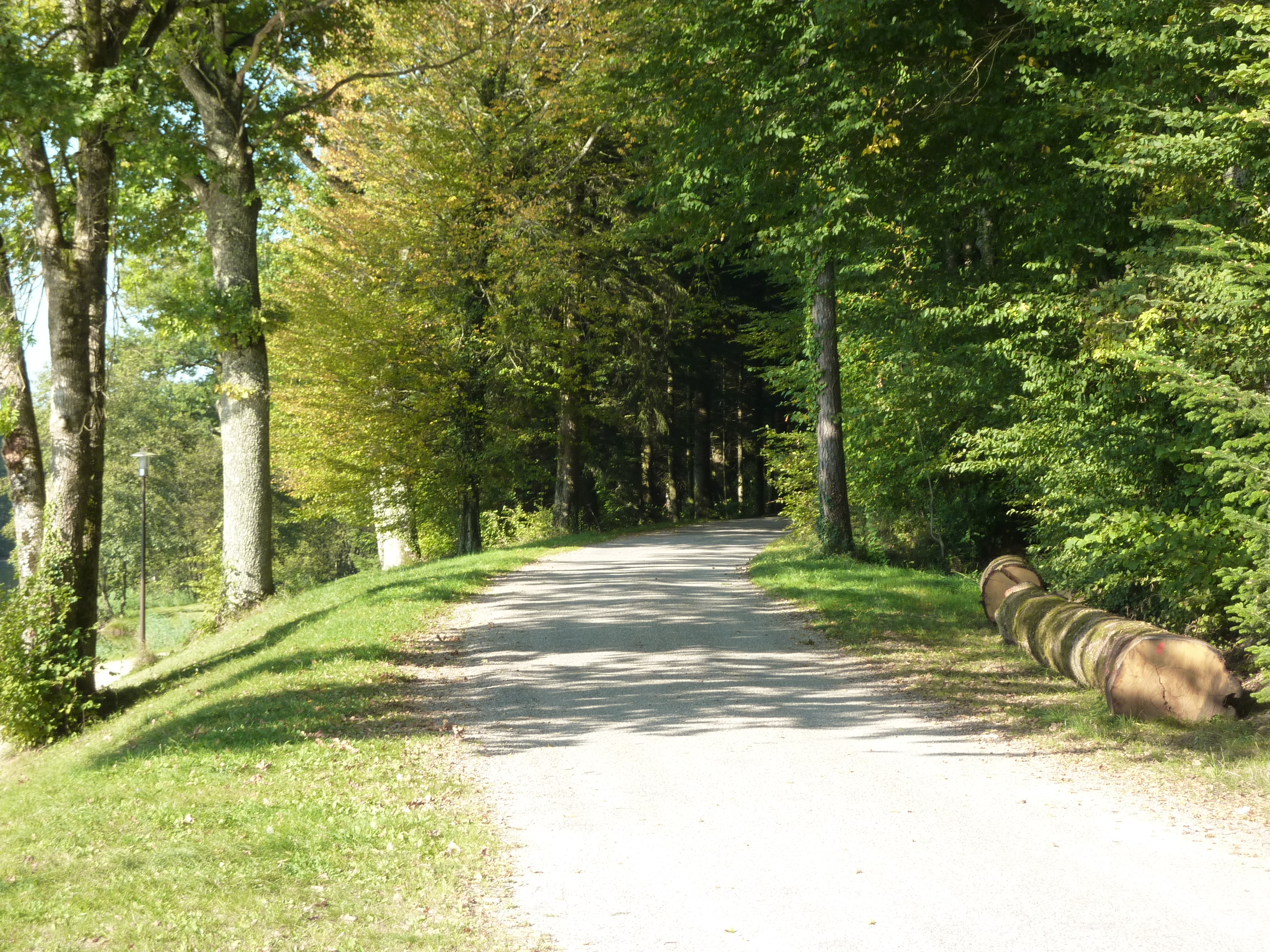
Promenade autour du lac de Rioz.
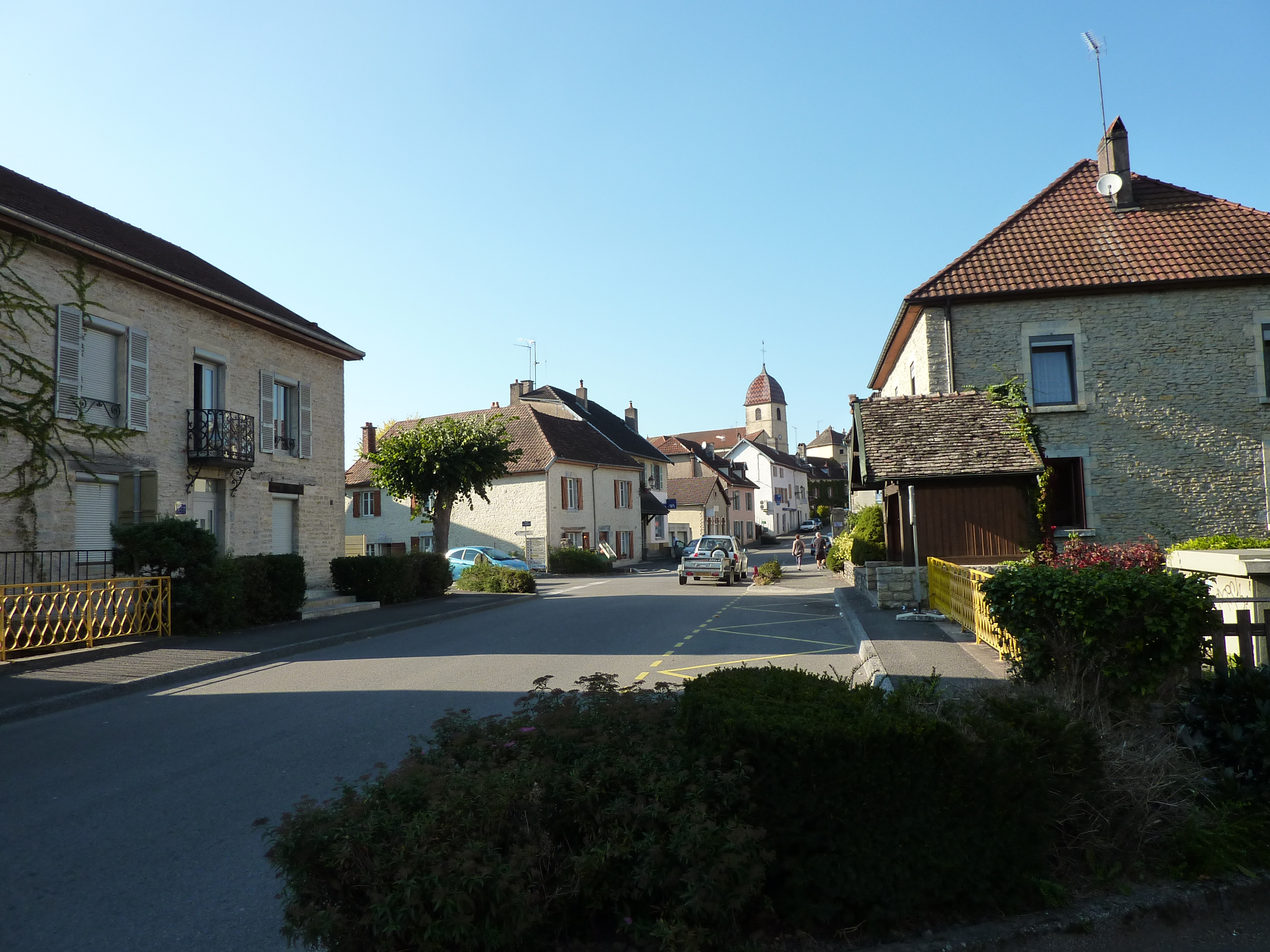
Le village de Rioz.

Les deux lavoirs en bordure du ruisseau de Noirfond
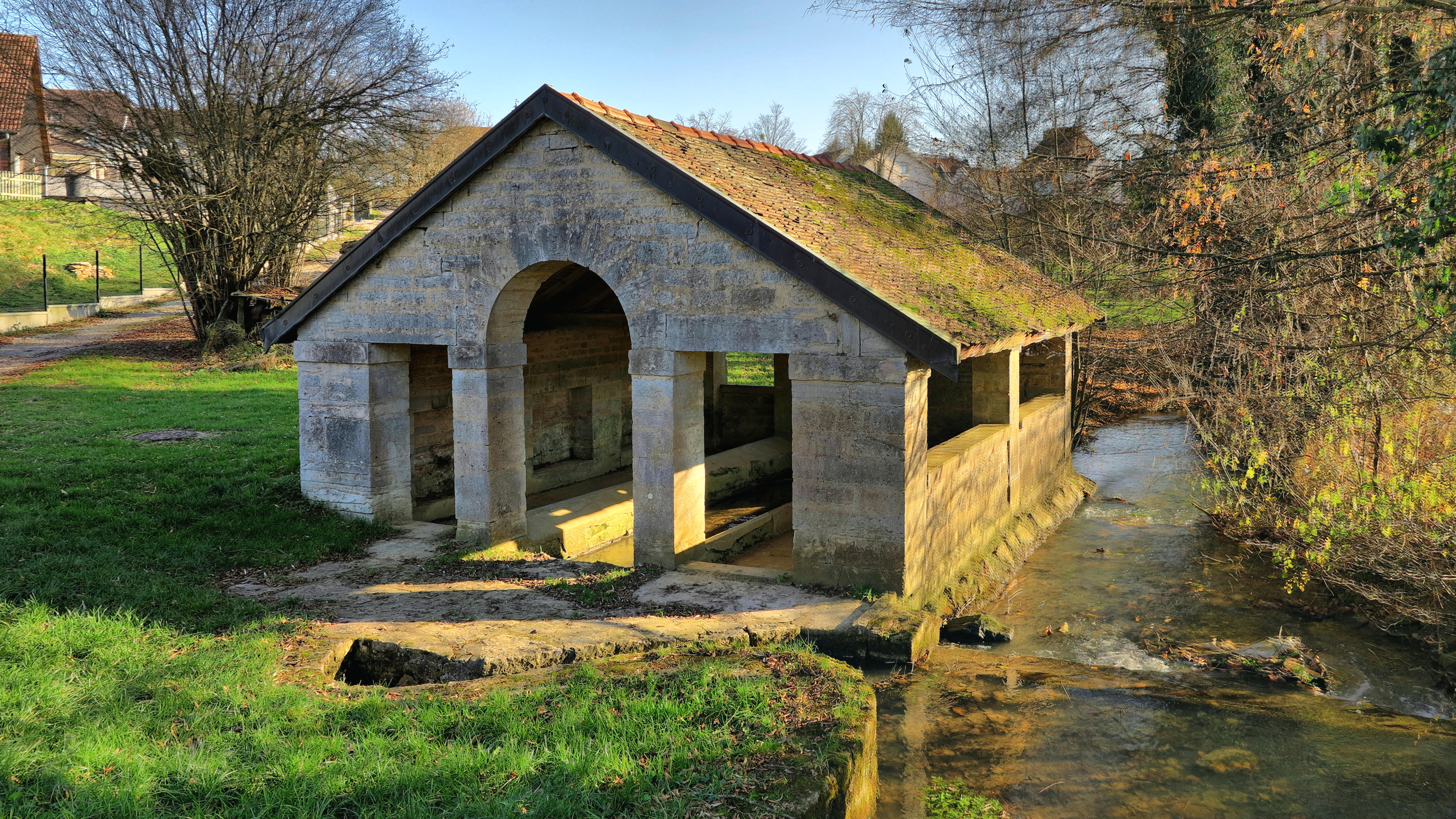
le petit lavoir.
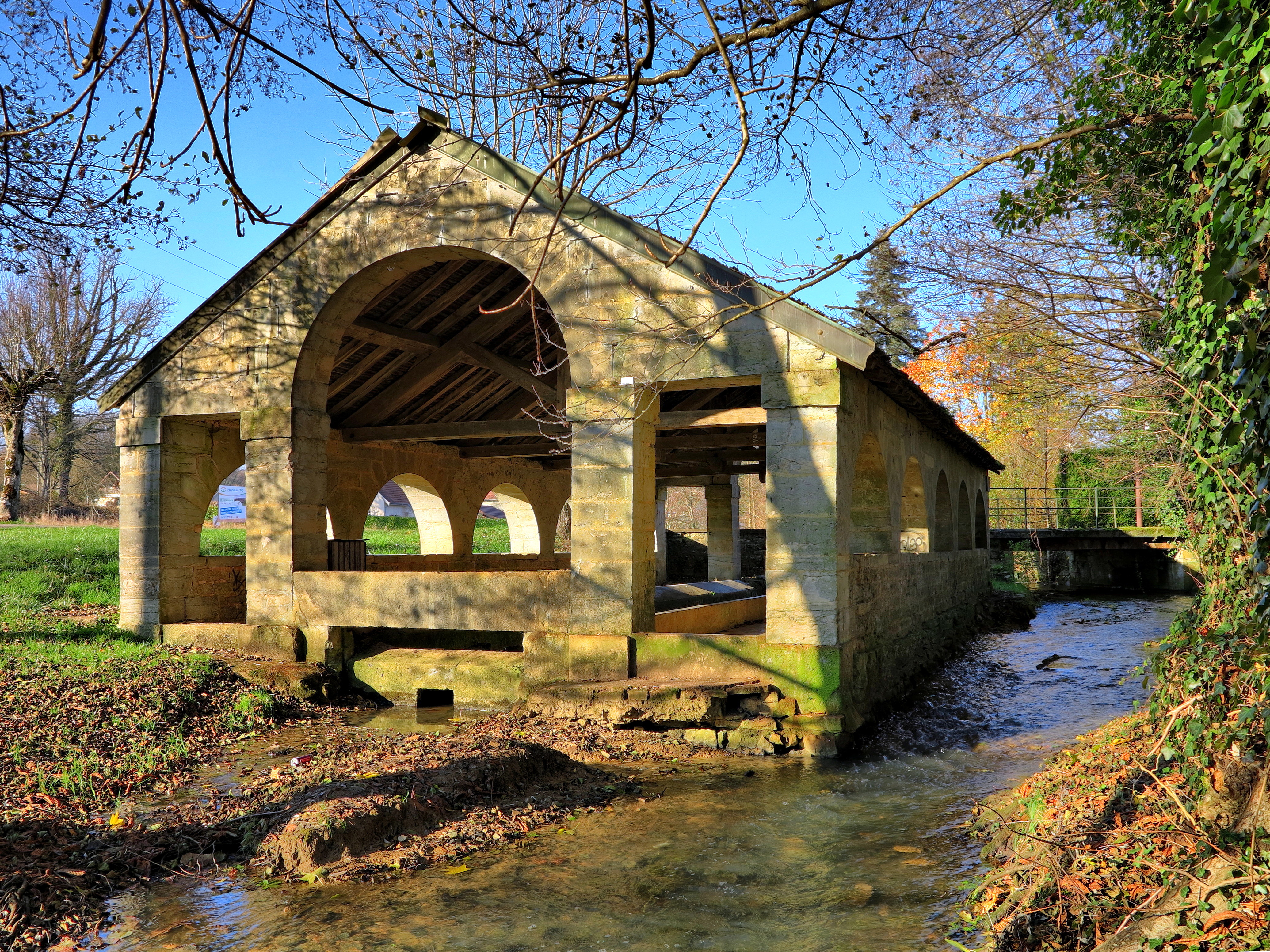
Le grand lavoir.

### Personnalités liées à la commune
- Jules Jeanneney (1864-1957) et son fils Jean-Marcel Jeanneney (1910-2010) furent tous deux maires de Rioz et sont inhumés dans le cimetière communal.
- Jean-Noël Jeanneney (1942-).
- Yves Krattinger (1948-) a été maire de Rioz.
- Laurent Mangel (1981-) coureur cycliste ayant participé notamment au Tour de France 2011.
- Claude-François Cugnet de Montarlot (1778-1824), militaire né à Rioz.

## Projets
- Aménagement d'un parcours santé dans la forêt de Rapigney,
- Sécurisation de la desserte scolaire à Anthon, commune rattachée,
- Construction de 26 logements par Habitat 70 sur l'emplacement de l'ancienne ferme Munier,
- Rénovation des courts de tennis sur la zone d'activité du Chaillaux,
- Sécurisation de l'approvisionnement en eau de la commune...